# Couvent des Dominicains de Greifswald
Le couvent des Dominicains de Greifswald est une ancienne abbaye de dominicains à Greifswald, dans le Land de Mecklembourg-Poméranie-Occidentale.

## Histoire
Une inscription dans les stalles du chœur de l'église Saint-Nicolas de Röbel indique 1254 comme année de fondation du monastère dominicain de Greifswald. Le duc Warcisław III de Poméranie donne aux Dominicains un terrain sur les remparts de la ville, au nord-est de ce qui est alors Greifswalder Neustadt, à la frontière avec la vieille ville. Il y fait construire le nouveau monastère en 1254 avec les frères du couvent des Dominicains de Kammin, qu'il avait fondé en 1228. Parmi eux figurent le premier prieur Berthold et le lecteur Florentius comme membres du couvent, qui sont nommément mentionnés dans un document de 1264.
Le monastère, qui appartenait initialement à la province de l'ordre de Polonia, est transférée à la province de Teutoniae en 1280 et en 1303 à la province de l'ordre de Saxe (Saxonie), qui en fut séparée. En raison des limites du calendrier, il y a des différends avec le couvent des Dominicains de Stralsund. La frontière est fixée lors d'un premier arbitrage essentiellement le long de la route allant de Dersekow à Demmin en passant par Malchin. En 1472, les différends concernant les villages situés le long de cette route sont réglés. En direction du nord-ouest, la zone du monastère de Greifswald s'étend jusqu'à Gristow.
En 1472, le monastère appartient à nouveau à la province religieuse polonaise. Le supérieur général Leonardo Mansueti (it) le retire de la juridiction de la province polonaise. Cependant, son supérieur provincial reçoit de Mansueti un document avec lequel il revendique le droit de visite ainsi que la disposition des biens et des personnes éprouvées des couvents dominicains de Greifswald et de Pasewalk. Lors de la scission de l'ordre dominicain au XVe siècle, les deux monastères rejoignent la Congrégation hollandaise, qui représente le rétablissement de l'observance. Cependant, les tentatives de réforme échouent en raison de l'affiliation provinciale polonaise. En 1479, les prieurs des deux monastères se plaignent dans un recours auprès du Magistère général de la dissolution de la vie monastique, de la dispersion des biens, du déclin des coutumes et du manque d'entretien des bâtiments monastiques. Mais ils n'y parviennent pas. En 1501, le pape Alexandre VI replace le monastère sous la province de l'Ordre de Saxe, à la demande du duc Bogusław X de Poméranie, de l'évêque de Cammin Martin Karith et du conseil municipal de Greifswald. En 1517, sur ordre du pape Léon X, le monastère est définitivement attribué à la province de Saxe.
Le couvent de Greifswald acquiert une excellente réputation jusqu'à sa dissolution au XVIe siècle. L'université attire un grand nombre de dominicains à Greifswald. Plusieurs membres de l'université rejoignent l'ordre, dont le juriste et recteur, le professeur Johannes Meilof, doyen de la faculté des arts, qui lègue au monastère sa riche collection de manuscrits et d'incunables et est ordonné prêtre en 1485. Le juriste italien Pierre de Ravenne accepte la fraternité spirituelle des Dominicains et enterre sa fille Marieta dans leur église. En 1517, il y a un studium lociae dans le monastère et en 1519 il y a un studium theologiae.
Dans l'église du monastère à trois nefs, dont le plan est similaire à celui de l'église Saint-Jacques de Greifswald, les corporations des coupeurs de sangles, des porteurs et des serruriers, la confrérie de la Sainte Trinité, de la Sainte Croix, du Rosaire et de Sainte-Anne avaient leurs autels.
Dans le sceau du prieur il y avait l'image de la Mère de Dieu, dans le sceau du couvent il y avait Catherine de Sienne, patronne de la scolastique et de l'ordre dominicain.
Après l'introduction de la Réforme protestante en Poméranie, le monastère est initialement toléré, mais est sécularisé en 1534. Le prieur et les frères restent et se voient garantir une partie de leurs revenus antérieurs et un séjour au monastère jusqu'à la fin de leur vie. Certains moines plus âgés en profitent, seul le jeune dominicain A. Joachim Vrancke se convertit au protestantisme.
L'équipement de l'église est d'abord transféré à l'église Saint-Nicolas. Comme il n'y est pas utilisé, le conseil de Greifswald décide d'en vendre une partie en 1547. Lors de la visite de 1558, il est décidé de démolir l'église du monastère délabrée.
En 1564, des différends éclatent entre la ville et l'université de Greifswald au sujet de la propriété des bâtiments du monastère, jusqu'à ce qu'en 1566 la ville cède le monastère avec l'église et la brasserie à l'université pour 200 florins. La majeure partie de l’église du monastère s'effondre et l’université a un tas de décombres. Ils transforment le réfectoire en cafétéria, L'imprimerie universitaire et le maître d'écurie universitaire y emménagent également. En 1637, le professeur Jakob Gerschow pose la première pierre d'un jardin botanique dans l'ancien jardin du monastère. Il ne reste rien des bâtiments plus anciens. Des instituts cliniques et scientifiques s'y trouvent depuis le XIXe siècle.